# 크로케
크로케(croquet)는 직사각형의 잔디밭에서 망치 형태의 도구로 공을 쳐서 6개의 후프(기둥문)를 통과시키는 구기(球技)이다. 15세기경 프랑스에서 시작되어 17세기에 영국으로 전해졌다.

## 경기 시설 및 용구
- 32m×26m 잔디밭
- 후프(기둥문)
- 페그(말뚝)
- 말레(나무망치)
- 나무 또는 플라스틱 공.

## 경기 방법 및 규칙
1명 또는 4명씩으로 이루어진 두 팀이 번갈아 가며 진행한다. 말레로 공을 쳐서 정해진 순서에 따라 후프를 통과시킨 후 마지막으로 경기장 중앙의 말뚝을 맞히면 승리한다. 한국에서 많이 행하는 게이트볼의 원형이다.

## 같이 보기
- 로크 (스포츠)